# 石中象治
石中 象治（いしなか しょうじ、1900年4月28日 - 1981年11月12日）は、ドイツ文学者、九州大学名誉教授。
熊本県生まれ。東京帝国大学独文科卒、戦後九州大学教授、1964年定年退官、名誉教授、千葉商科大学教授。

## 著書
- 『海の歌 詩集』私家版 1939
- 『ドイツ戦争文学』弘文堂(教養文庫)1939
- 『芸術家の精神』圭文社 1948
- 『私の文芸ノート』同学社 1964

### 翻訳
- ハインリヒ・ハイネ『北海・観想』春陽堂(世界名作文庫) 1932
- 『フロイド精神分析大系 第14 戦争と死の精神分析』菊池栄一共訳 アルス 1933
- 『ハイネ・浪漫派』春陽堂(世界名作文庫) 1934
- 『ゲーテの言葉』山本書店(山本文庫) 1936
- 『幼年時代 カロッサ全集 第3』建設社 1936
- 『少年時代の変転 カロッサ全集 第4』建設社 1936
- ヘルマン・ヘッセ『ペータア・カーメンチント』「全集 第1」ユマニテ書園 1937、「郷愁 選集3」三笠書房 1952
- 『ゲーテ箴言集』冨山房百科文庫 1938
- ヘッベル『紅玉』改造文庫 1938
- ライナー・マリア・リルケ『ロダン』弘文堂書房 1940、新潮文庫 1953
- ブルンク『大航海』ドイツ民族作家全集2 実業之日本社 1941
- 『人間的な余りに人間的なもの ニイチェ選集 第2巻』創元社 1942
- 『シルレル詩全集』上下、大野敏英、野上巌共訳 白水社 1944-48
- 『不安の概念 キェルケゴオル選集 第7巻』人文書院 1948
- ハイネ『回想録・観想』養徳社 1948
- 『恐怖と戦慄 キェルケゴオル選集 第4巻』人文書院 1948
- ハンス・カロッサ『現代に於けるゲーテの影響』養徳社 1949
- ハイネ『若き日の告白』養徳社 1951
- 『カフカ全集 第2巻 アメリカ』マックス・ブロート編、渡邊格司共訳、新潮社 1953
- ヘッセ『車輪の下』世界名作全集 第25 平凡社 1958
- 『おてんば娘カーティ  スピリ少年少女文学全集 6』白水社 1961
- ヴィーヒェルト『見知らぬ人』ドイツの文学 第12巻 三修社 1966
- スピリ『アルプスの少女』旺文社ジュニア図書館 1969

## 参考
- 文藝年鑑